# Marcador social
Un marcador social és una eina en línia que permet emmagatzemar, classificar i compartir adreces d'interès amb altres usuaris d'una manera organitzada mitjançant etiquetes. És una extensió de la possibilitat de crear una llista d'adreces d'interès dels navegadors web. A diferència dels motors de cerca, són els mateixos usuaris que efectuen les inclusions i classificacions de recursos, que poden ser pàgines de content de qualsevol natura, text, imatges, àudio,vídeo. Permet fer diferents repositoris personals temàtics o per grups.

## Altres usos
- Crear una webgrafia individual o col·lectiva, pública o privada.
- Permet consultar els enllaços sense necessitat d'estar-hi registrat.
- Ofereixen un connector pel navegador Firefox,[2] per a WordPress[3] i botons per a diferents blogs.[4]
- Subscripció mitjançant RSS[5] que permet als usuaris estar al corrent de les novetats d'alguna categoria determinada.

## Coses que cal tenir en compte
- Els marcadors d'enllaços permeten agilitzar les cerques mitjançant les etiquetes o tags.
- No hi ha un sistema preestablert de paraules clau o categories.
- Les etiquetes poden tenir més d'un significat. La qual cosa pot induir a resultats inexactes o confusions.
- Les etiquetes personalitzades poden tenir poc significat i per tant, ésser de poca usabilitat pels altres.

## Exemples de marcadors socials
| Nom            | Trets característics | Idioma principal |
| -------------- | --- | ---------------- |
| Delicious      | - Permet compartir enllaços - Veure quanta gent l'ha guardat o compartit - Llenguatge HTML senzill i URL llegible                                                   | Anglès           |
| Pocket         | - Accés des de qualsevol dispositiu - Ús més personal. No per compartir                                                                                             | Anglès           |
| Favoriting.com | - Gran semblança amb Delicious - Interfície amb més gadgets | Castellà         |
| Menéame        | - Agregador de notícies - Promoció per sistema de votació | Castellà         |
| Pinterest      | - Plataforma més visual - Centrada en compartir imatges i vídeos | Anglès.          |
| Digg           | - Combina marcadors socials i blogging - Organització sense jerarquies i amb control editorial democràtic - Tracta especialment notícies sobre tecnologia i ciència | Anglès           |
| Favmonster     | - Ecosistema més social. - Facilitat a l'hora de compartir enllaços amb altres usuaris                                                                              | Castellà         |
| Mister Wong    | - Especial incidència en el sector educatiu - Un dels marcadors socials més utilitzats en l'àmbit europeu                                                           | Alemany          |
| Startme        | - Optimització de l'espai disponible de la pantalla - Integrat en els motors de Google, Ask, Bing i Yahoo entre d'altres                                            | Anglès           |
| MyFav          | - Aposta pel factor visual amb grans icones - Permet afegir nous fons i personalitzar-los                                                                           | Anglès           |
| Yourport       | - Organització per pestanyes temàtiques - Bookmarklet per afegir enllaços de manera ràpida mentre es visita la pàgina en qüestió                                    | Anglès           |
| myfave.link    | - Servei de marcadors socials | Anglès           |